# Lighthouse (Band)

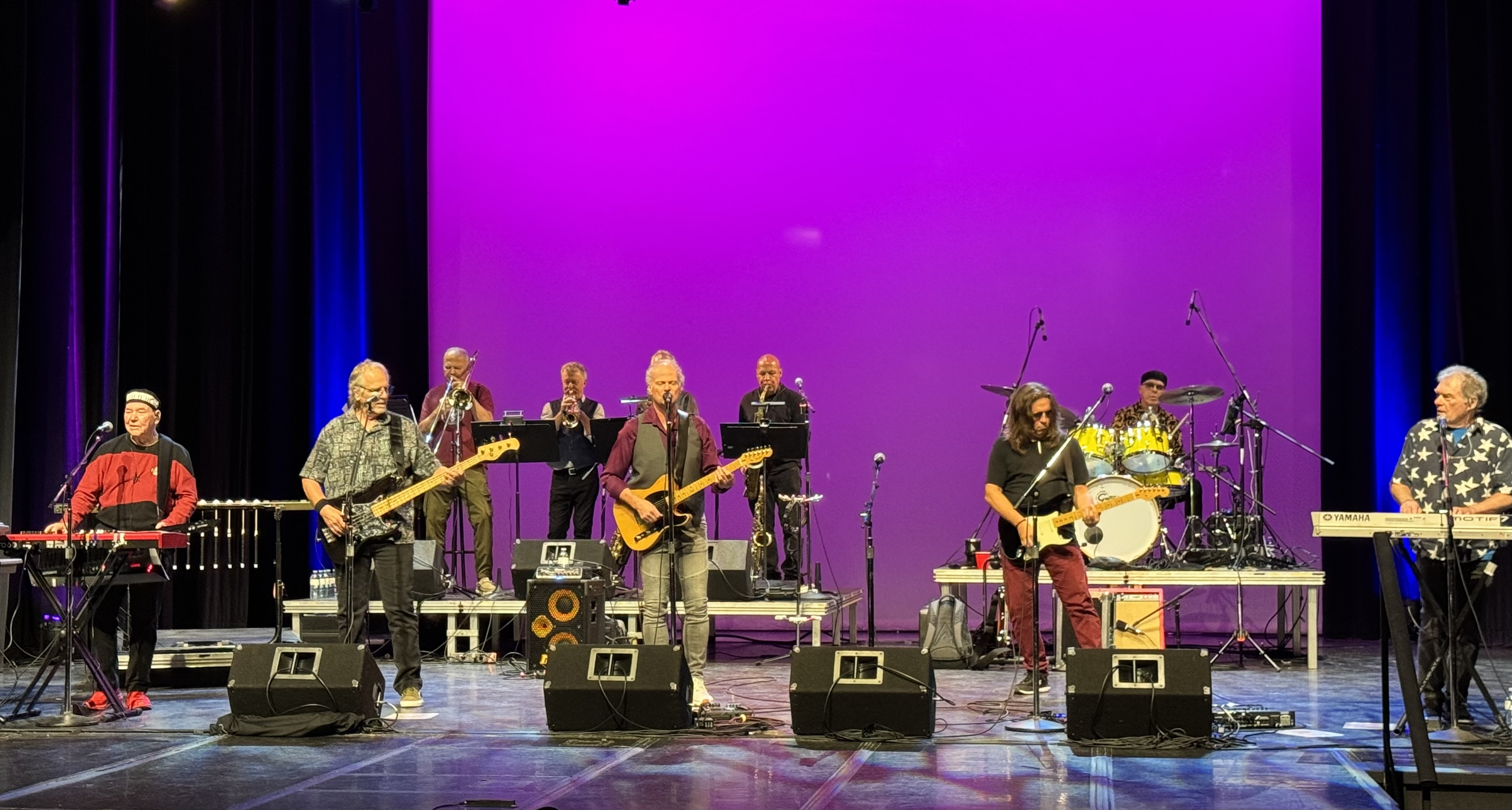
Lighthouse in Newmarket Ontario (2024)

Lighthouse ist eine kanadische Rockband, die 1968 gegründet wurde. Mit Bläser- und Streichersektion mischen sie Rock, Jazz und klassische Elemente. Sie gewannen 1972–74 drei Juno Awards. Nachdem sich die Gruppe 1976 aufgelöst hatte, tritt sie seit 1992 wieder auf.

## Geschichte
Lighthouse wurde 1968 von Skip Prokop (Schlagzeug, Gesang) und Paul Hoffert (Keyboard) in Toronto gegründet. Ihre Idee war ein Rockorchester, bestehend aus drei Sektionen: einer Rock-Rhythmussektion, einer Jazz-Bläsersektion und einer klassischen Streichersektion. Die ursprüngliche Formation hatte 13 Mitglieder.
Der erste Auftritt der Band fand am 14. Mai 1969 in Toronto statt. In ihrem ersten Jahr spielten sie unter anderem in der Carnegie Hall, im Fillmore East, im Fillmore West, beim Atlantic City Pop Festival sowie dem Monterey und Newport Jazz Festivals. 1970 spielten sie beim Strawberry Fields Festival und dem Isle of Wight Festival.
Ihre beiden ersten Alben, Lighthouse und Suite Feeling, kamen 1969 bei RCA heraus. Nach dem dritten Album Peacing It All Together (1970) wechselte die Band zu GRT. Mit einigen Umbesetzungen brachten sie 1971 zwei Alben auf den Markt: One Fine Morning und Thoughts of Movinʼ On, die in Kanada beide Goldstatus erreichten. RCA profitierte von dem Erfolg und veröffentlichte ein Best-of-Album namens One Fine Light auf der Basis der drei ersten Alben.
Lighthouse war 300 Tage im Jahr auf Tour. Daneben waren sie die erste Rockband, die mit Symphonieorchestern auftrat, darunter die „Royal Winnipeg Ballet Company“ – das Projekt, das in Kanada auf Tournee ging, hieß Ballet High.
Lighthouse Live! wurde im Februar 1972 in der Carnegie Hall aufgenommen. Es war das erste kanadische Album, das Platinstatus erreichte. Mit dem nächsten Studioalbum, Sunny Days, erhielten sie wieder Gold. Hoffert verließ die Band 1973, blieb aber ihr Produzent. Nach dem Album Good Day im folgenden Jahr ging auch Prokop. Die Band blieb noch einige Zeit zusammen, bevor sie sich 1976 auflöste.
Im September 1982 gab es eine Wiedervereinigung von Lighthouse für vier Konzerte in Ontario. 1989 erschien bei Denon Records The Best of Lighthouse – Sunny Days Again. Seit 1992 treten Lighthouse wieder auf. 1995 kam das Album Song of the Ages bei Breaking Records heraus. Die Single Remember the Times war ein Top-30-Hit in Kanada.

## Auszeichnungen
Lighthouse gewannen drei Juno Awards: 1972 in der Kategorie „Outstanding Performance of the Year – Group“, 1973 als „Vocal Instrumental Group of the Year“ und 1974 als „Group of the Year“.

## Diskografie

### Alben
| Jahr | Titel                   | Höchstplatzierung, Gesamtwochen, AuszeichnungChartsChartplatzierungen (Jahr, Titel, Platzierungen, Wochen, Auszeichnungen, Anmerkungen) | Anmerkungen |
| Jahr | Titel                   | US | Anmerkungen |
| ---- | ----------------------- | --- | ----------- |
| 1970 | Peacing It All Together | US133 (3 Wo.)US |             |
| 1971 | One Fine Morning        | US80 (21 Wo.)US |             |
| 1971 | Thoughts of Movin’ On   | US157 (7 Wo.)US |             |
| 1972 | Lighthouse Live!        | US178 (7 Wo.)US |             |
| 1972 | Sunny Days              | US190 (9 Wo.)US |             |

Weitere Alben
- 1969: Lighthouse
- 1969: Suite Feeling
- 1971: Thoughts of Movin’ On
- 1971: One Fine Light
- 1973: Can You Feel It
- 1974: Good Day
- 1979: Best of Lighthouse
- 1989: The Best of Lighthouse – Sunny Days Again
- 1996: Song of the Ages
- 2009: 40 Years of Sunny Days
- 2010: Best of Lighthouse – 20th Century Masters

### Singles
| Jahr | Titel Album                                             | Höchstplatzierung, Gesamtwochen, AuszeichnungChartsChartplatzierungen (Jahr, Titel, Album, Platzierungen, Wochen, Auszeichnungen, Anmerkungen) | Anmerkungen |
| Jahr | Titel Album                                             | US | Anmerkungen |
| ---- | ------------------------------------------------------- | --- | ----------- |
| 1971 | One Fine Morning                                        | US24 (12 Wo.)US |             |
| 1971 | Take It Slow (Out in the Country) Thoughts of Movin’ On | US64 (7 Wo.)US |             |
| 1972 | I Just Wanna Be Your Friend Thoughts of Movin’ On       | US93 (2 Wo.)US |             |
| 1972 | Sunny Days                                              | US34 (12 Wo.)US |             |
| 1973 | Pretty Lady Can You Feel It                             | US53 (8 Wo.)US |             |

Weitere Singles
- 1969: If There Ever Was a Time
- 1969: Could You Be Concerned?
- 1969: Feel So Good
- 1970: The Chant
- 1971: Hats Off (To the Stranger)
- 1973: You Girl
- 1973: Broken Guitar Blues
- 1973: Can You Feel It?
- 1973: Magic’s in the Dancing
- 1974: Good Day
- 1974: Eight Miles High
- 1996: Remember the Times
- 2017: Tower of Song